# Gare de Stjørdal
La gare de Stjørdal est une gare ferroviaire de la ligne du Nordland, située sur la commune de Stjørdal dans le comté et région de Trøndelag.

## Situation ferroviaire
Établie à 6.6 m d'altitude, la gare se situe à 34.67 km de Trondheim.

## Histoire
La gare fut ouverte en 1902. Comme la plupart des gares construites à cette époque dans le comté de Nord-Trøndelag, elle est l'œuvre de Paul Due.

## Service des voyageurs

### Accueil
Il y a un parking d'une centaine de places et un parc à vélo. La gare possède une salle d'attente ouverte tous les jours ainsi que des aubettes sur les quais. La gare est équipée d'automates pour la vente des billets, d'un service de restauration, de consigne pour les bagages.

### Desserte
La gare est desservie par la ligne locale reliant Lerkendal à Steinkjer et passant par Trondheim à raison d'un à deux trains par heure. 

### Intermodalités
Une station de taxi se trouve à proximité de la gare qui est également desservie par des bus.